# 宮崎精一
宮崎 精一（みやざき　せいいち。1912年11月24日 - 1996年1月7日 ）は、日本の洋画家。
1912年（大正元年）、熊本県人吉市に料亭を経営していた父・宮崎儀太郎の長男として生まれる。1930年（昭和5年）、日本美術学校に入学。1945年（昭和20年）、人吉市に居住していた海老原喜之助に師事した。強い色彩、シャープなフォルムの抽象絵画などを描く。熊本県美術協会や人吉球磨総合美展の創設等に関わり、熊本県の美術界に大きな影響を与えた。独立美術協会会員、1984年（昭和59年）、熊日賞受賞。1988年（昭和63年）、熊本県近代文化功労者。1996年（平成8年）、人吉市の病院で死去。作品は熊本県立美術館などに収蔵されている。

## 年表
- 1912年 - 熊本県人吉市に生まれる。
- 1930年 - 日本美術学校入学。
- 1937年 - 第7回独立展入賞。
- 1940年 - 第17回白日展特選。
- 1944年 - 第14回独立展独立賞受賞。須田国太郎に師事。
- 1945年 - 人吉市に居住した海老原喜之助に師事。
- 1946年 - 坂本善三らと熊本県美術協会設立。
- 1948年 - 独立美術協会会員となる。
- 1954年 - 人吉球磨総合美展を創設。
- 1959年 - 渡欧（1年間）。
- 1984年 - 熊日賞受賞。
- 1988年 - 熊本県近代文化功労者。
- 1996年 - 人吉市で死去。